# Ulvaklev

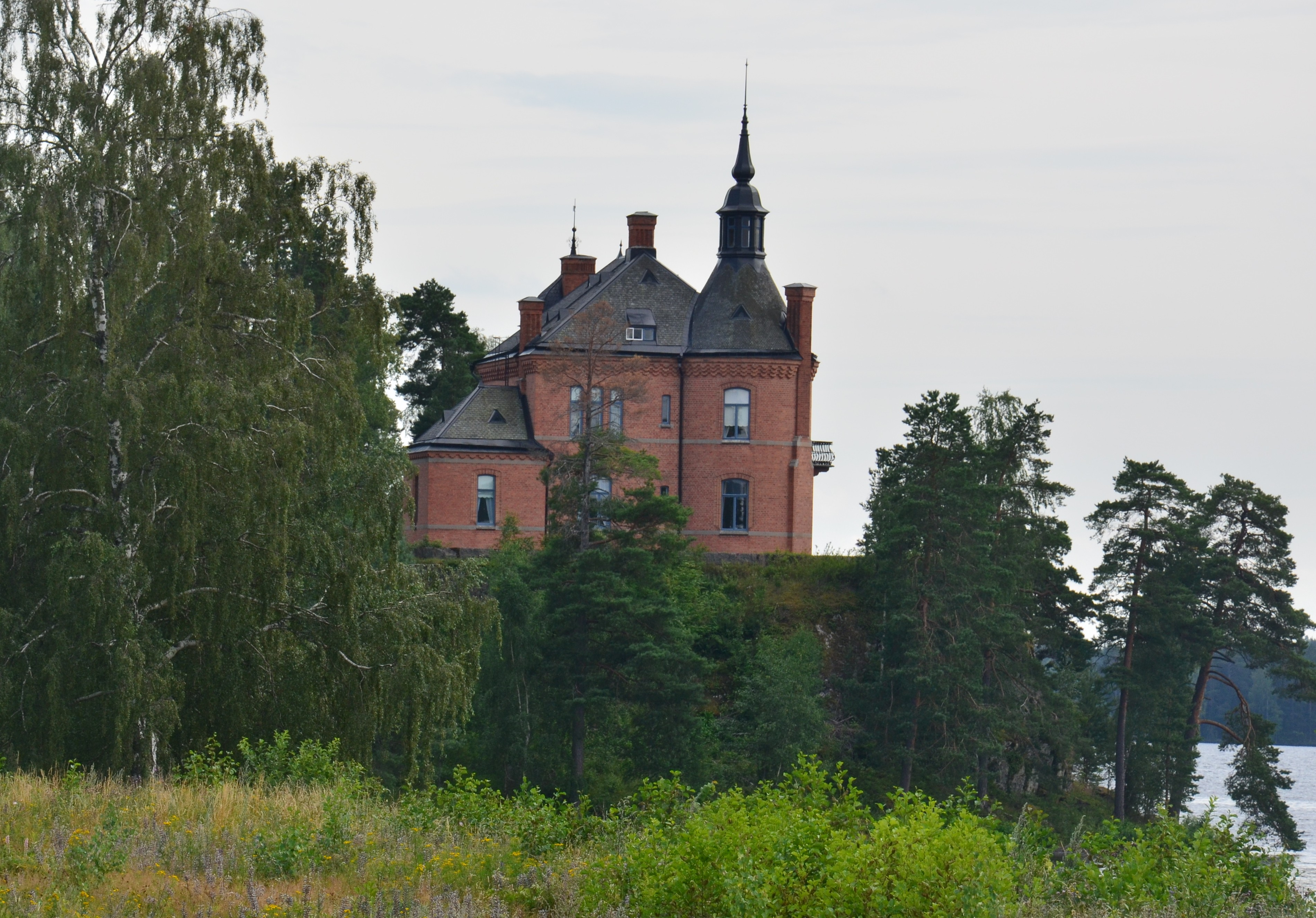
Villa Ulvaklev sedd från norr

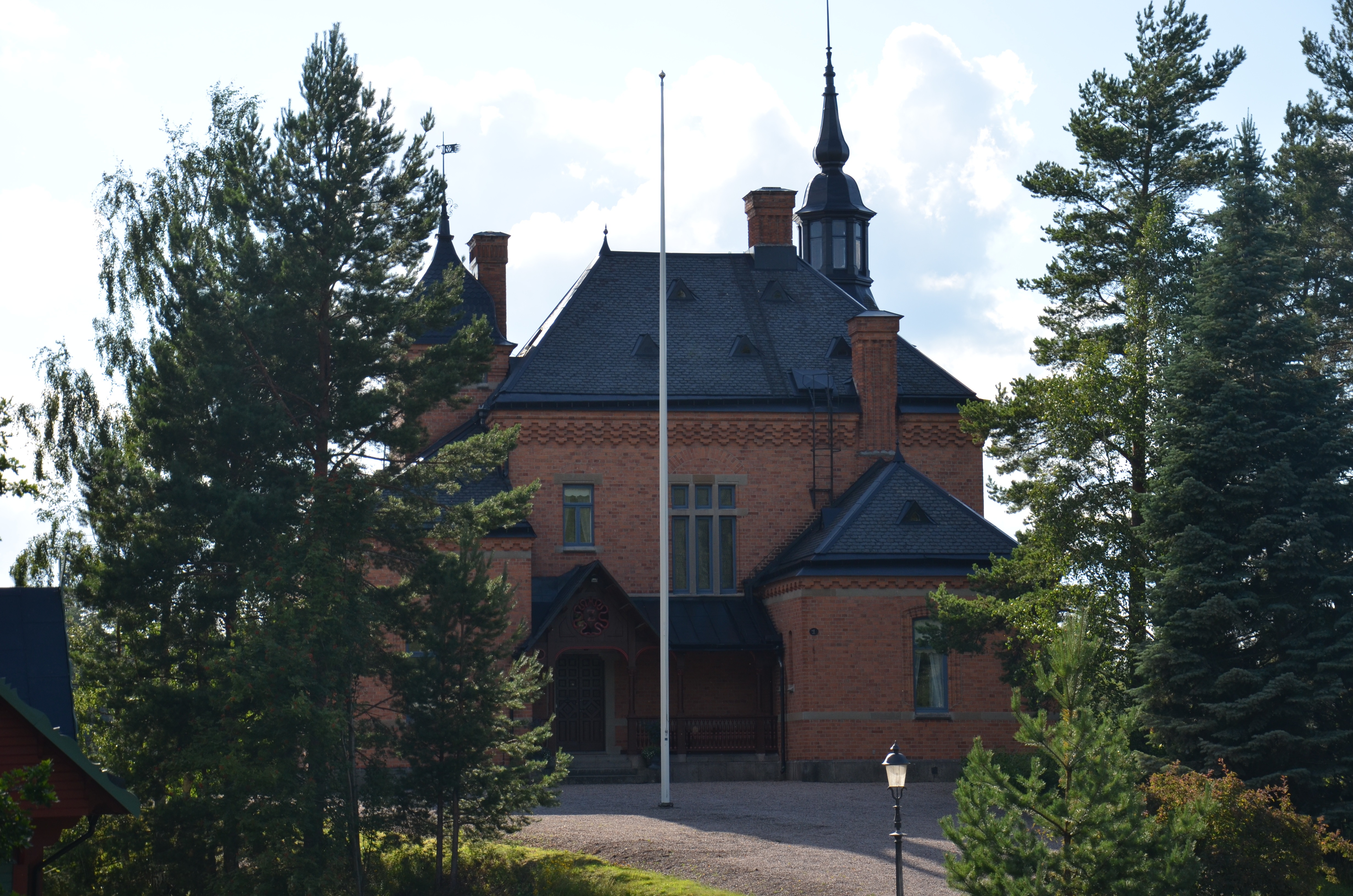
Villa Ulvaklev från entrésidan

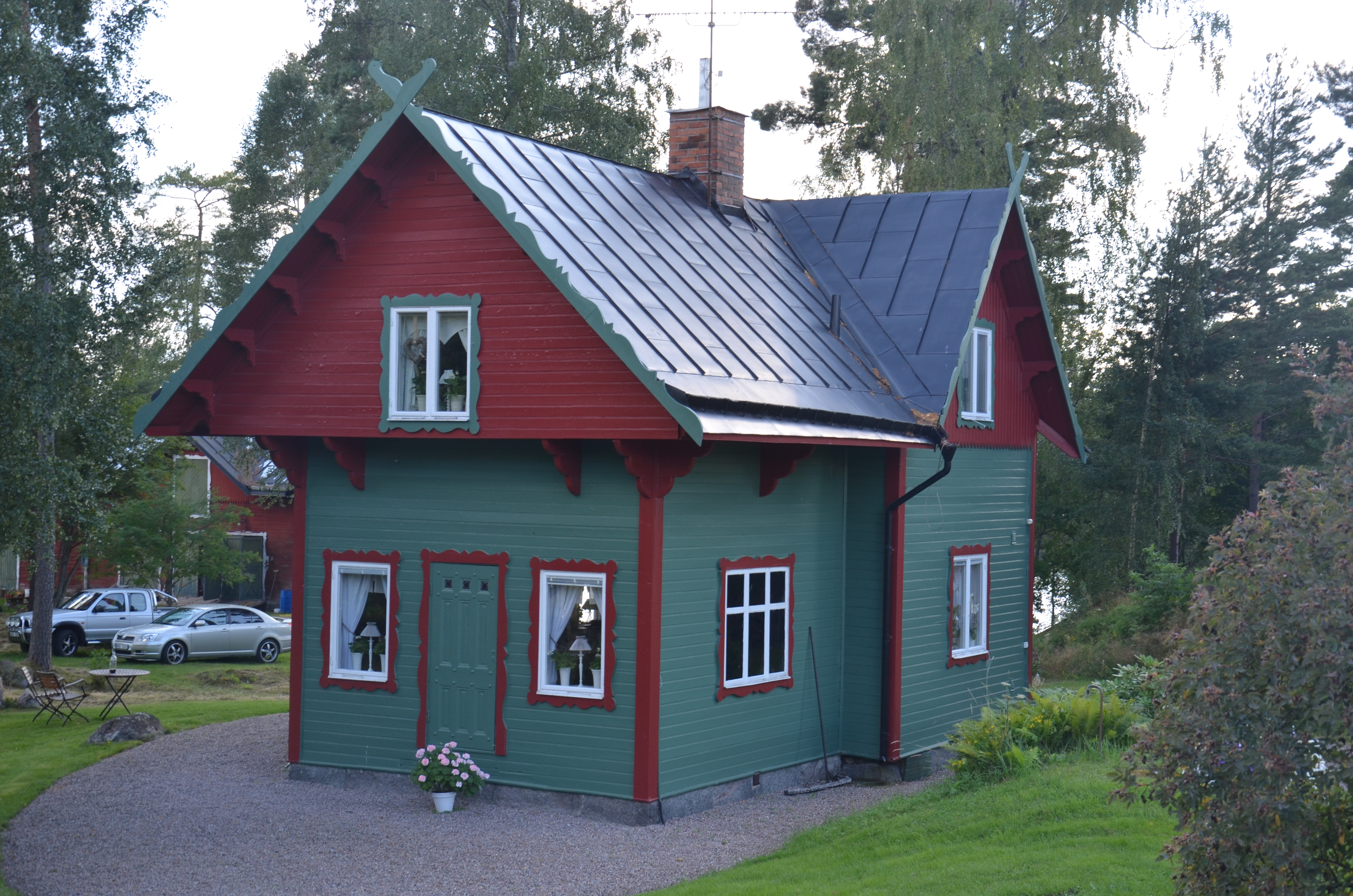
Villa Ulvaklev, sidobyggnad

Ulvaklev är en stor villa i Ängelsberg i Fagersta kommun som ritades av arkitekten Isak Gustaf Clason och uppfördes 1886. Byggnaden är i nyrenässansstil och är dekorerad med friser och gesims med fasad är av rött handslaget tegel och tak av skiffer.

## Historia
Byggherren och beställaren av Ulvaklev, direktören Erik F. Zetterström, tyckte att sonen Bengt F. Zetterström som var chef för Engelsbergs oljefabrik skulle ha en respektabel villa. Byggnaden uppfördes på en brant udde vid sundet mitt emot oljeön där oljefabriken låg. Ytterligare två villor (Hvilan och Odensnäs) i Ängelsberg är ritade av Isak Gustaf Clason.
Sonen Bengt Zetterström avled 1905, varefter Ulvaklev såldes till en kapten Curt Schenström som inte långt efter tvingades sälja, och därefter till jägmästare Gustav Tham vid Fagersta bruk. Tham bodde i byggnaden och i uthusen hade han ett travstall.
Generalkonsuln Axel Ax:son Johnson köpte Ulvaklev 1917.

## Nutid
1973 köpte Försäkrings AB Sirius Ulvaklev och byggnaden genomgick en restaurering och var färdig 1975. Sirius köpte fastigheten för att använda den som evakueringslokal för verksamheten i händelse av krig. Personalen fick därvid som trivselförmån utnyttja huset under semesterveckor, helger och långhelger. I början av 1986 köpte "nya Sirius" Ulvaklev av "gamla Sirius" och äger det fortfarande.